# Herbert Friedmann
Pour les articles homonymes, voir Friedmann.
Herbert Friedmann (22 avril 1900 à Brooklyn, New York - 14 mai 1987) est un ornithologue et biologiste américain.

## Biographie
Il découvre l’ornithologie à 16 ans lorsqu’il visite l’American Museum of Natural History et commence à observer les oiseaux des parcs de la ville de New York. Il obtient à Manhattan son baccalauréat en 1920 et fait paraître son premier article scientifique en 1922. Celui-ci est remarqué par William Beebe (1877-1962), ornithologue et conservateur à la Société zoologique de New York. Beebe lui conseille de postuler pour une bourse à l’université Cornell. Grâce à elle, Friedmann conduit une thèse sous la direction d’Arthur Augustus Allen (1885-1964) en 1923. Une bourse postdoctorale lui est attribuée par le National Research Council et la Fondation Rockefeller. De 1923 à 1926, sous la direction de William Morton Wheeler (1865-1937) de l’université Harvard, il étudie les oiseaux parasites d’Amérique du Sud.
Friedmann fait paraître en 1929 The Cowbirds: A Study in the Biology of Social Parasitism. Quelques années plus tôt, il avait obtenu une charge d’enseignement à l’université Brown et au Amherst College. En 1929, il devient conservateur du département des oiseaux au National Museum of Natural History de la Smithsonian Institution. Il met comme condition à son recrutement l’autorisation d’acheter une machine à écrire (la première à la Smithsonian) et de pouvoir librement s’en servir, ainsi que d’embaucher une femme secrétaire si celle-ci était la plus compétente à cet emploi.
Durant les décennies suivantes, il fait paraître trois livres sur les oiseaux d’Afrique, trois volumes qui poursuivent les Birds of North and Middle America de Robert Ridgway (1850-1929) et participe à la rédaction de deux ouvrages sur les oiseaux du Mexique. Friedmann poursuit ses études sur les oiseaux parasites et fait paraître The Parasitic Cuckoos of Afrique (1949), Host Relations of the Parasitic Cowbirds (1963) et diverses autres publications. Son travail sur les indicateurs de 1955 est récompensé par la médaille Daniel Giraud Elliot attribuée par la National Academy of Sciences (1959). En outre, il reçoit, en 1955, la médaille Leidy attribuée par l’Academy of Natural Sciences of Philadelphia et en 1964, la médaille Brewster, par l’American Ornithologists' Union.
En 1959, il devient conservateur en chef de la zoologie à la Smithsonian et, en 1961, il reçoit la direction du Natural History Museum of Los Angeles County. L’institution faisait partie d’un ensemble de musées artistiques et scientifiques, Friedmann en a fait une institution autonome. La forte expansion de ce muséum se traduit par une augmentation du nombre d’expositions pour le public ainsi que l’enrichissement des collections. Il prend sa retraite en 1970 et est nommé directeur honoraire. Il n’interrompt nullement ses activités scientifiques et prend part, en 1970, à un programme d’évaluation des recherches scientifiques conduites en Antarctique.
Friedmann est l’auteur de 17 livres et de quelque 315 publications. Il s’intéresse aussi à l’histoire et notamment la place des oiseaux dans l’art occidental. Il fait paraître sur ce sujet The Symbolic Goldfinch (1946) et A Bestiary for St. Jerome: Animal Symbolism in European Religious Art (1980).
Il devient membre de l’American Ornithologists' Union en 1929 qu’il préside de 1937 à 1939. Il devient membre de la National Academy of Sciences en 1962.

## Sources
- Stephen I. Rothstein, Ralph W. Schreiber et Thomas R. Howell (1988). In Memoriam : Herbert Friedmann, The Auk, 105 (2) : 365-368.  (ISSN 0004-8038)